# Petites Murailles
Die Petites Murailles (französisch für ‚kleine Mauern‘, 3630 m s.l.m.) sind ein Felskamm im italienischen Teil der Walliser Alpen. Sie sind die südliche Fortsetzung der Grandes Murailles (3906 m s.l.m.) und bilden mit diesen einen Seitenkamm, der an der Dent d’Hérens (4171 m ü. M.) nach Süden vom Alpenhauptkamm abzweigt und das Valpelline im Westen vom Valtournanche mit dem Talkessel von Breuil-Cervinia im Osten trennt. Das Col Budden (3562 m s.l.m.) trennt Grandes und Petites Murailles. Die Murailles erwecken von Osten gesehen den Eindruck einer fast geschlossenen Felswand.
Höchster Punkt der Petites Murailles ist die Punta Budden mit einer Höhe von 3630 Metern. Sie erhebt sich als erster Gipfel der Kette direkt südlich dem Col Budden. Weiter südlich ragt zunächst der Tour de Creton (3579 m s.l.m.) im Kamm auf, dann folgt der Mont Blanc du Creton (3409 m s.l.m.), der den südlichen Endpunkt der Kette darstellt.